# Hannah Moore
Hannah Moore (Elmshorn, 22 agosto 1996) è una nuotatrice statunitense specializzata nel nuoto di fondo e vincitrice della medaglia di bronzo a Gwangju 2019 nella 5 km di fondo in acque libere.

## Palmarès
- Mondiali

Gwangju 2019: bronzo nei 5 km.
- Universiadi

Taipei 2017: bronzo nei 1500m sl.
- Olimpiadi giovanili

Nanchino 2014: oro nei 400m sl e nei 200m dorso.